# Antonio Suetta
Antonio Suetta (25 de novembre de 1962, Loano, Ligúria) és un bisbe catòlic, teòleg, filòsof i professor italià. Ordenat sacerdot el 1986 a la diòcesi d'Albenga-Impèria. Durant diversos anys ha exercit com a professor i ha ocupat nombrosos càrrecs episcopals. Actualment, des del 2014, és el nou Bisbe de Ventimiglia-Sanremo, escollit pel papa Francesc.

## Biografia
Quan era jove descobrí la seva vocació religiosa i prengué la decisió d'estudiar filosofia i teologia al Seminari Diocesà d'Albenga i al Seminari Metropolità de Gènova. Finalment, el 4 d'octubre del 1986, fou ordenat sacerdot per a la seva diòcesi natal d'Albenga-Impèria, per l'aleshores Mn Alssandro Piazza.
Després, el 1998, feu un batxiller en Sagrada Teologia a la Universitat Pontifícia del Laterà, amb una tesi sobre el caràcter escatològic del diumenge, i el 1990 es convertí en professor de litúrgia sacramental, teologia fonamental, eclesiologia i mariologia a l'Institut Superior de Ciències Religioses i també professor de religió en una escola secundària a Impèria.
Durant aquells anys cal destacar que exercí diferents càrrecs, com a vicari i administrador parroquial de Cesio d'Oneglia, també administrador i pastor a Caravonica, capellà de la casa del districte d'Impèria i voluntari de la cooperativa social El Camí, on treballen per a la reinserció i ajuda d'ex-addictes i presos, i de la qual fou president fins al 2009. També ha estat pastor i director de Càrites a Borgio Verezzi, tresorer diocesà i rector del Seminari d'Albenga.

### Episcopat
Actualment, i des del 25 de gener del 2014, després d'haver estat nomenat pel papa Francesc, és el nou bisbe de la Diòcesi de Ventimiglia-Sanremo, en successió de Mn Alberto Maria Careggio, qui hi renuncià per motius d'edat.
Després del seu nomenament escollí el seu escut i lema: "Scio cui credidi". Rebé la seva consagració episcopal l'1 de març d'aquell mateix any a la Col·legiata de Sant Joan Baptista d'Oneglia, a mans del cardenal Angelo Bagnasco i dels seus co-consagrants, el bisbe d'Albenga-Impèria, Mn Mario Oliveri, i el de Savona-Noli, Mn Vittorio Lupi.
Prengué possessió oficial del càrrec el 9 de març a la Catedral de Santa Maria Assumpta de Ventimiglia.